# ソウマヤ美術館
ソウマヤ美術館（ソウマヤびじゅつかん、スペイン語: Museo Soumaya）は、メキシコシティにある美術館である。

## 沿革
実業家のカルロス・スリムのコレクションを所蔵する美術館。入場無料。「ソウマヤ」とはスリム氏の亡くなった妻の名前である。1994年に、メキシコシティ近郊のサン・アンヘルに小規模な美術館が創設され、現在はPlaza Loreto館として運営されている。これとは別に、2011年3月、フェルナンド・ロメロの設計で、メキシコシティ市内のヌエボ・ポランコに大規模な新館がオープン、Plaza Carso館として運営されている。

## コレクション
15世紀から20世紀のヨーロッパ芸術を所蔵し、エル・グレコ、ティントレット、ルノワール、ドガ、ゴッホ、ミロ、ピカソ、ダリ等が展示されている。ロダンの彫刻のコレクションはフランス以外では最大規模である。また、ホセ・マリア・ベラスコ、ディエゴ・リベラ、ダビッド・アルファロ・シケイロス、ホセ・クレメンテ・オロスコ、ルフィーノ・タマヨ等、メキシコの作品も展示されている。
その他、工芸品や歴史的な遺品や書類、コインのコレクションも擁している。日本に関連する所蔵品としては、作者は確定していないが、ノアの方舟伝説を日本風の屏風絵として仕立てたた「大洪水図屏風」がある。

## ギャラリー

### 15世紀から16世紀

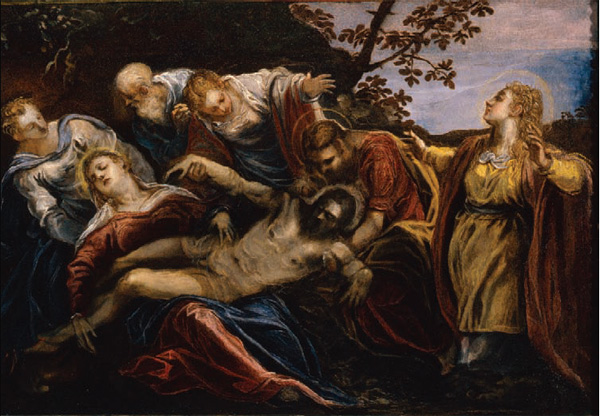
Tintoretto - Deploration of Christ, c. 1556-59.
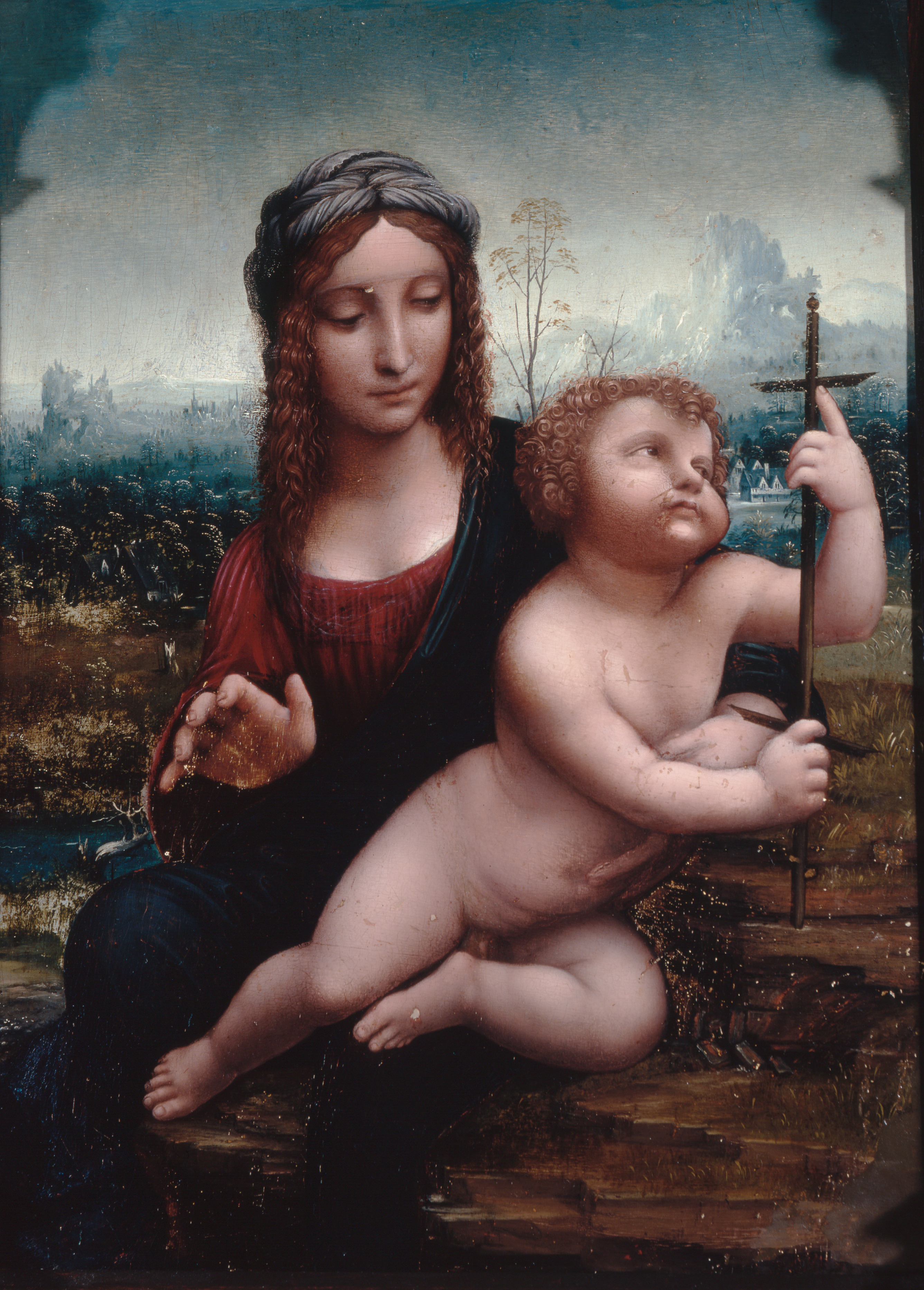
Virgen del huso, 1501-1540年, レオナルド・ダ・ヴィンチ
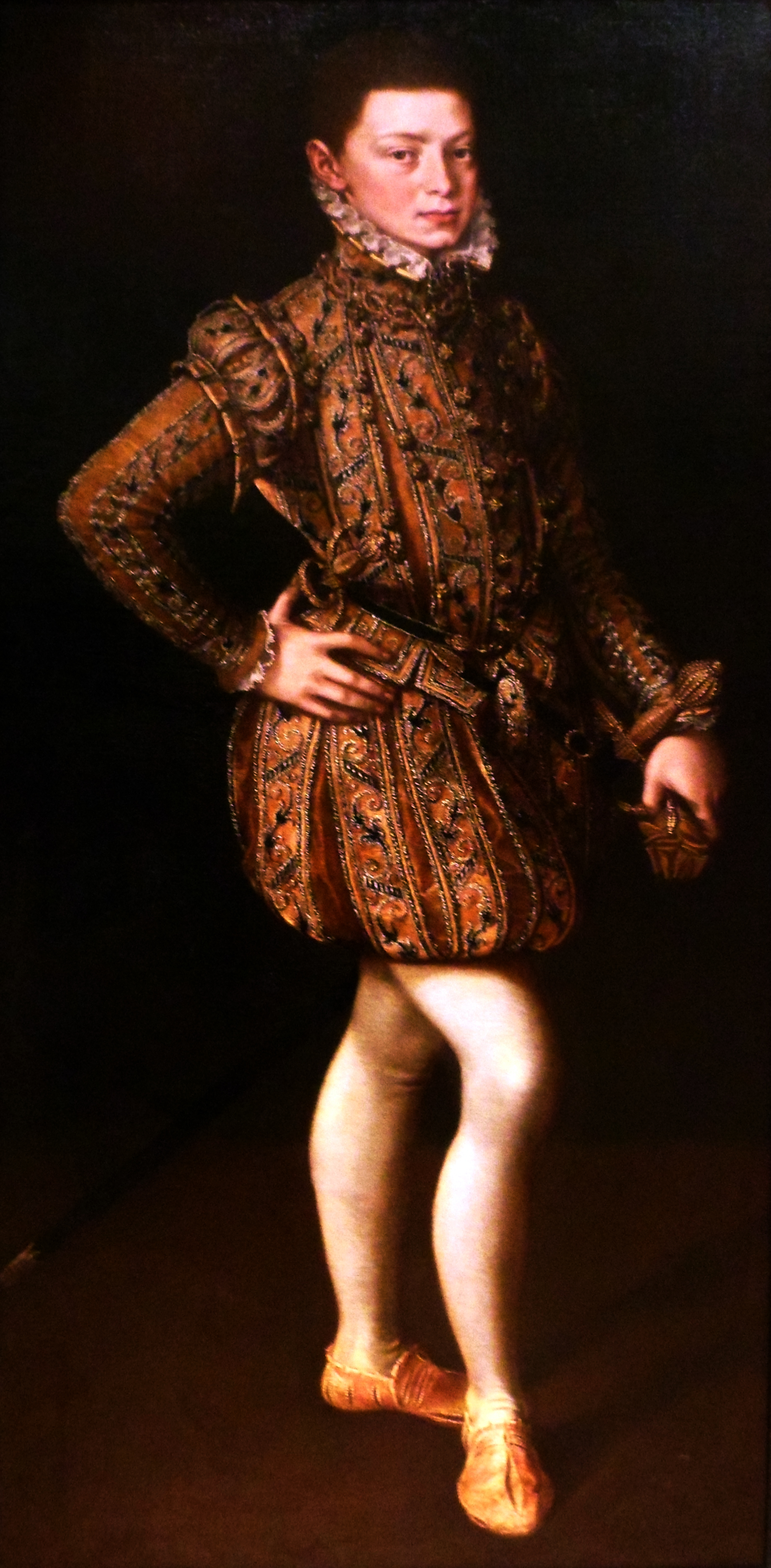
Don Juan de Austria, 1560年, アロンソ・サンチェス・コエリョ
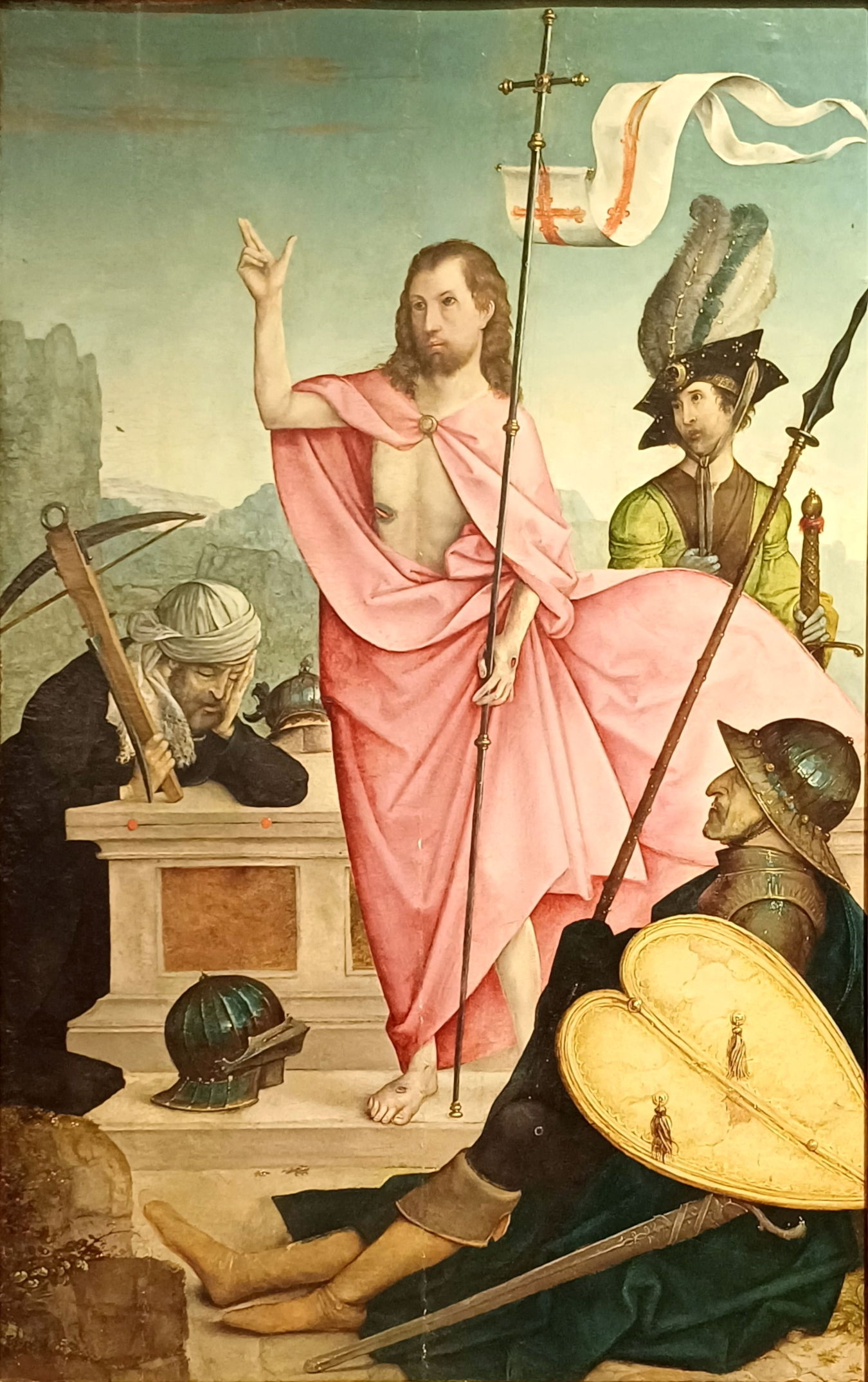
La resurrección de Cristo, 1508年, フアン・デ・フランデス
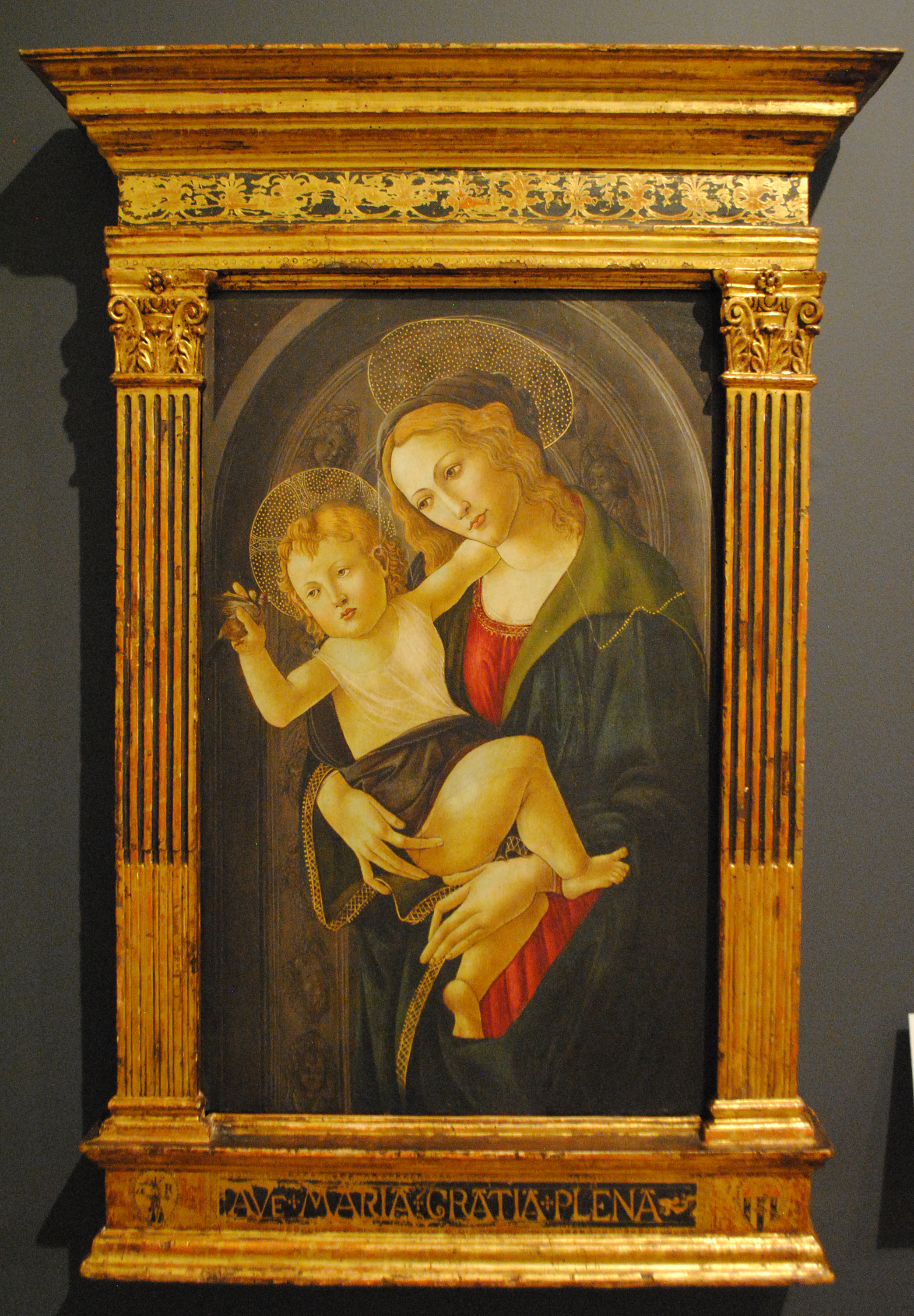
La Virgen y el Niño en un nicho, 1476年, サンドロ・ボッティチェッリ

### 古代メキシコから現代

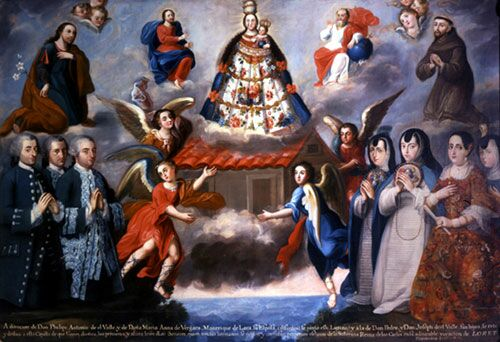
Josep Antonio de Ayala, The del Valle family at the feet the Virgin of Loreto, 1769. In the collections of the Museo Soumaya
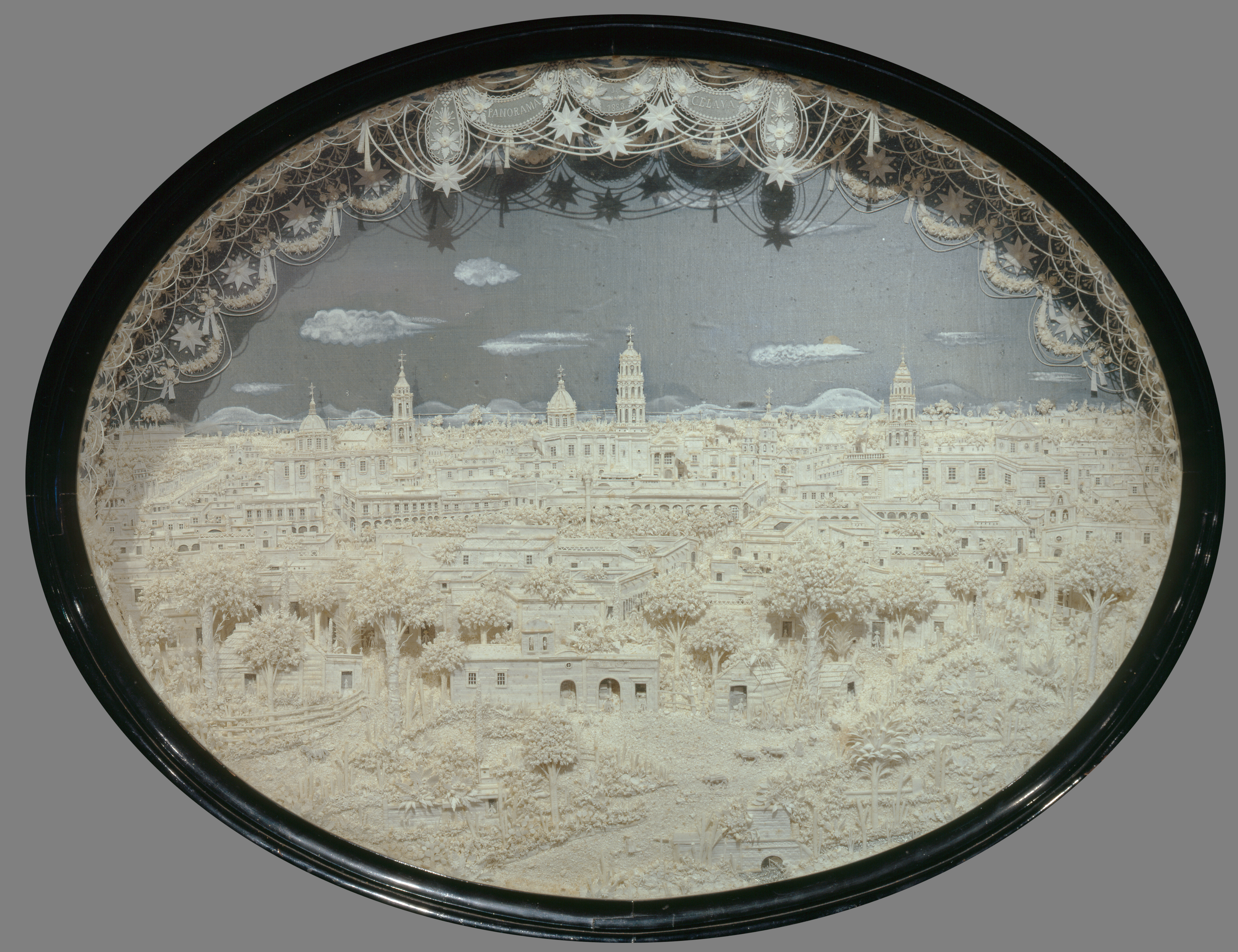
Panorama of the city of Celaya, made on rice paper
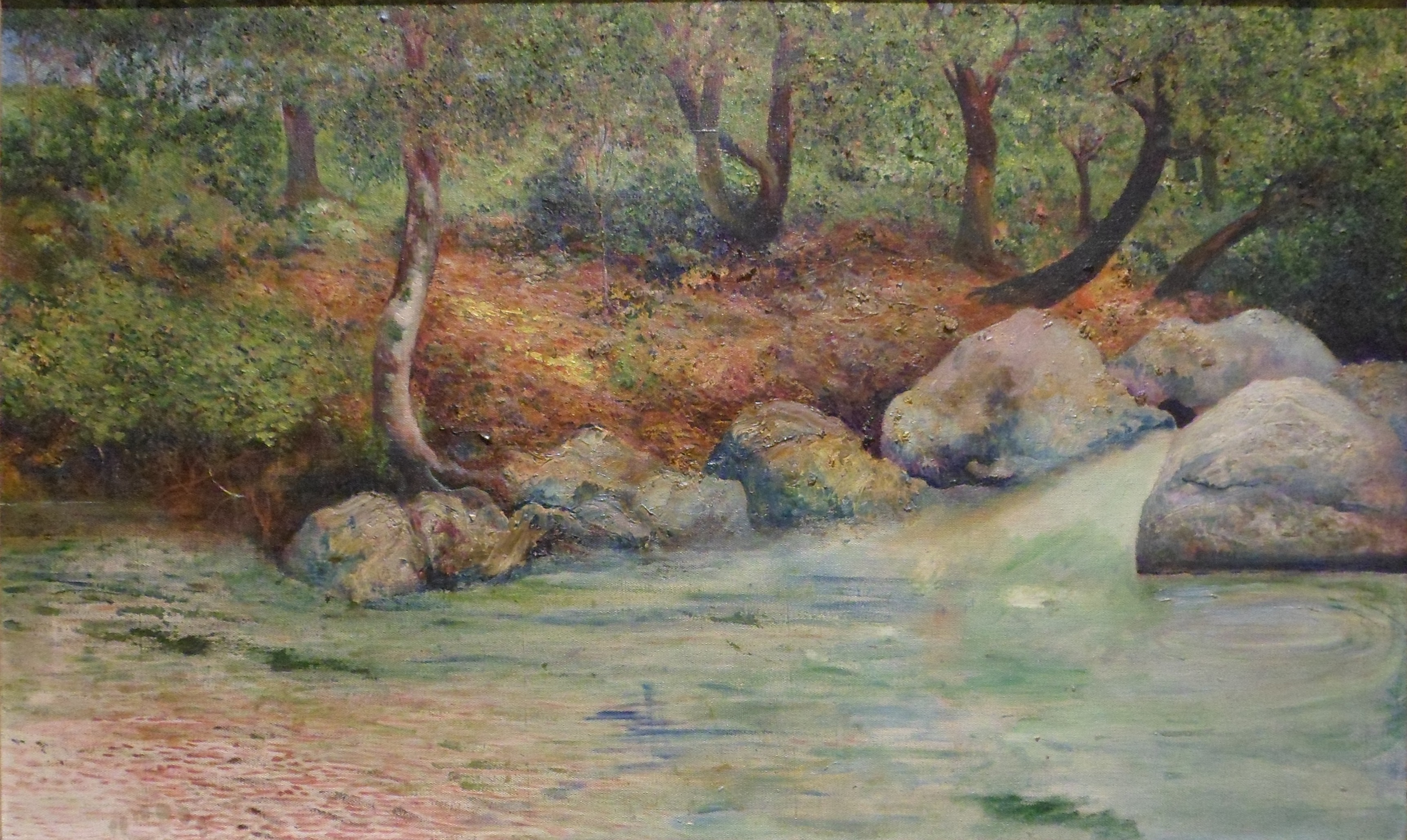
Paisaje con bosque y río, early 20th century, Joaquín Clausell
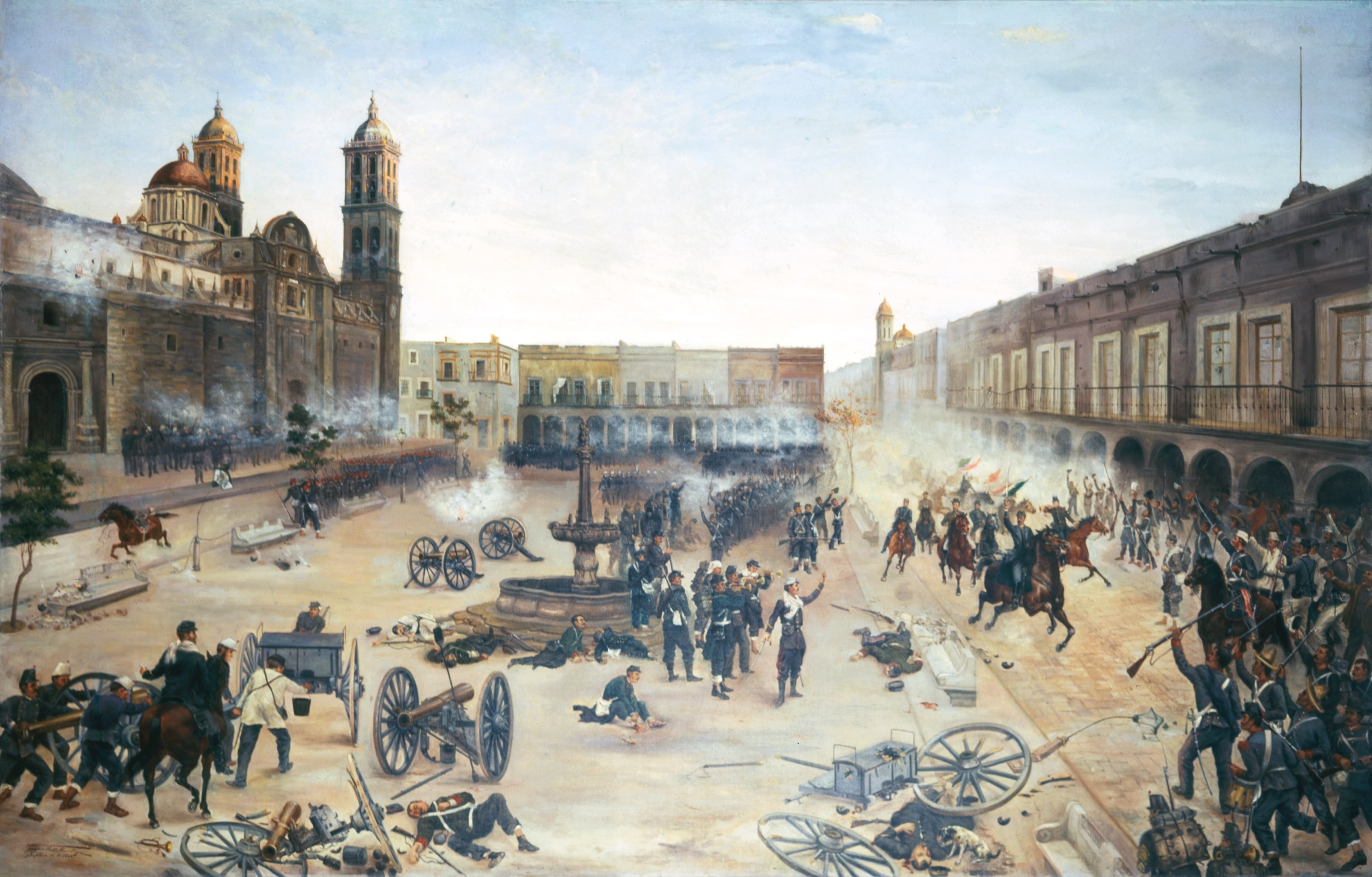
2 de abril de 1867. Entrada del general Porfirio Díaz a Puebla, 1902年, Francisco de Paula Mendoza
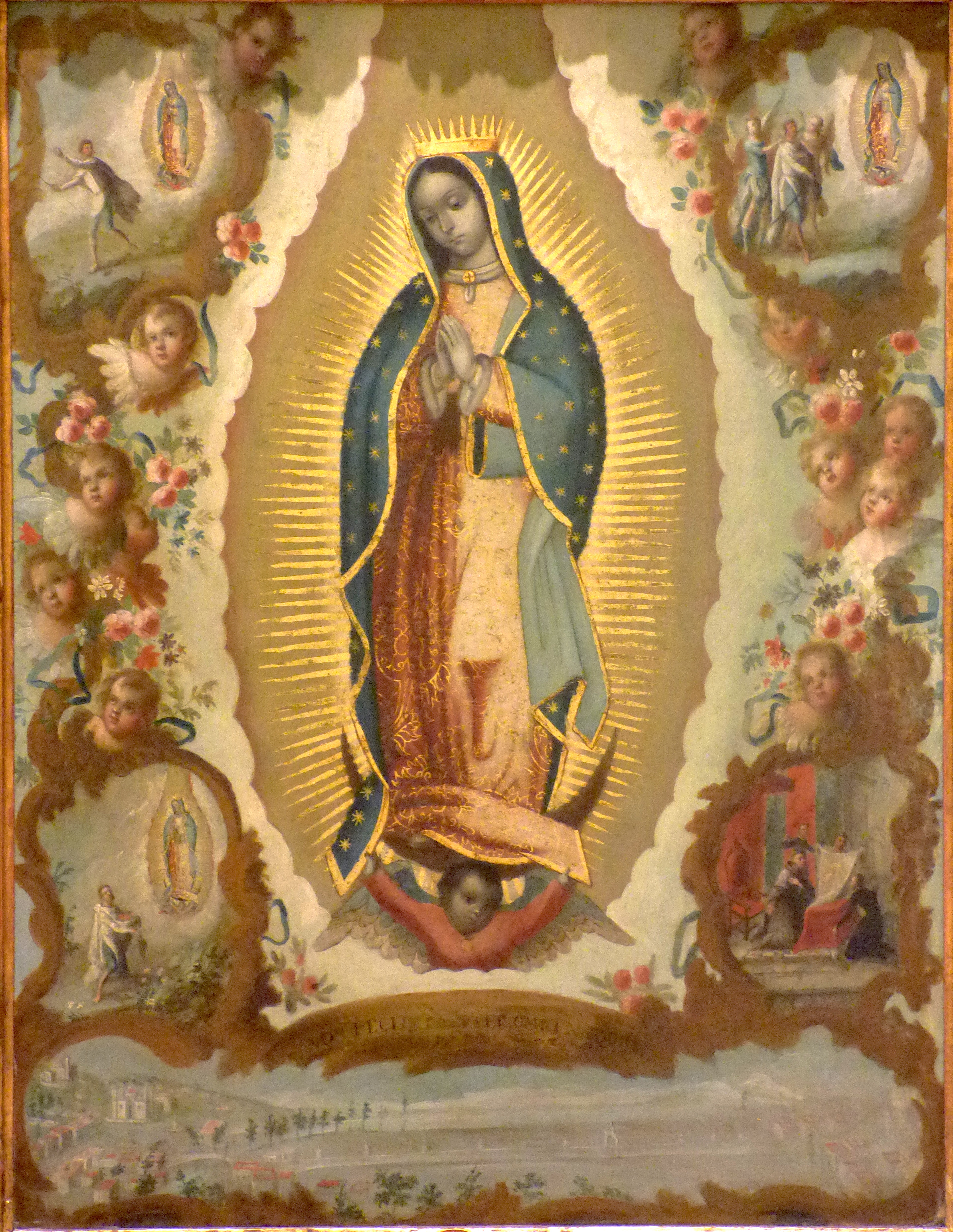
Virgen de Guadalupe con las cuatro apariciones Juan de Sáenz

### 印象派からアバンギャルド

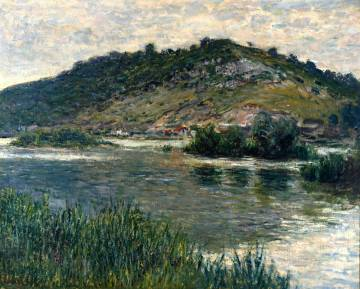
Paisaje en Port-Villez, 1883年, クロード・モネ
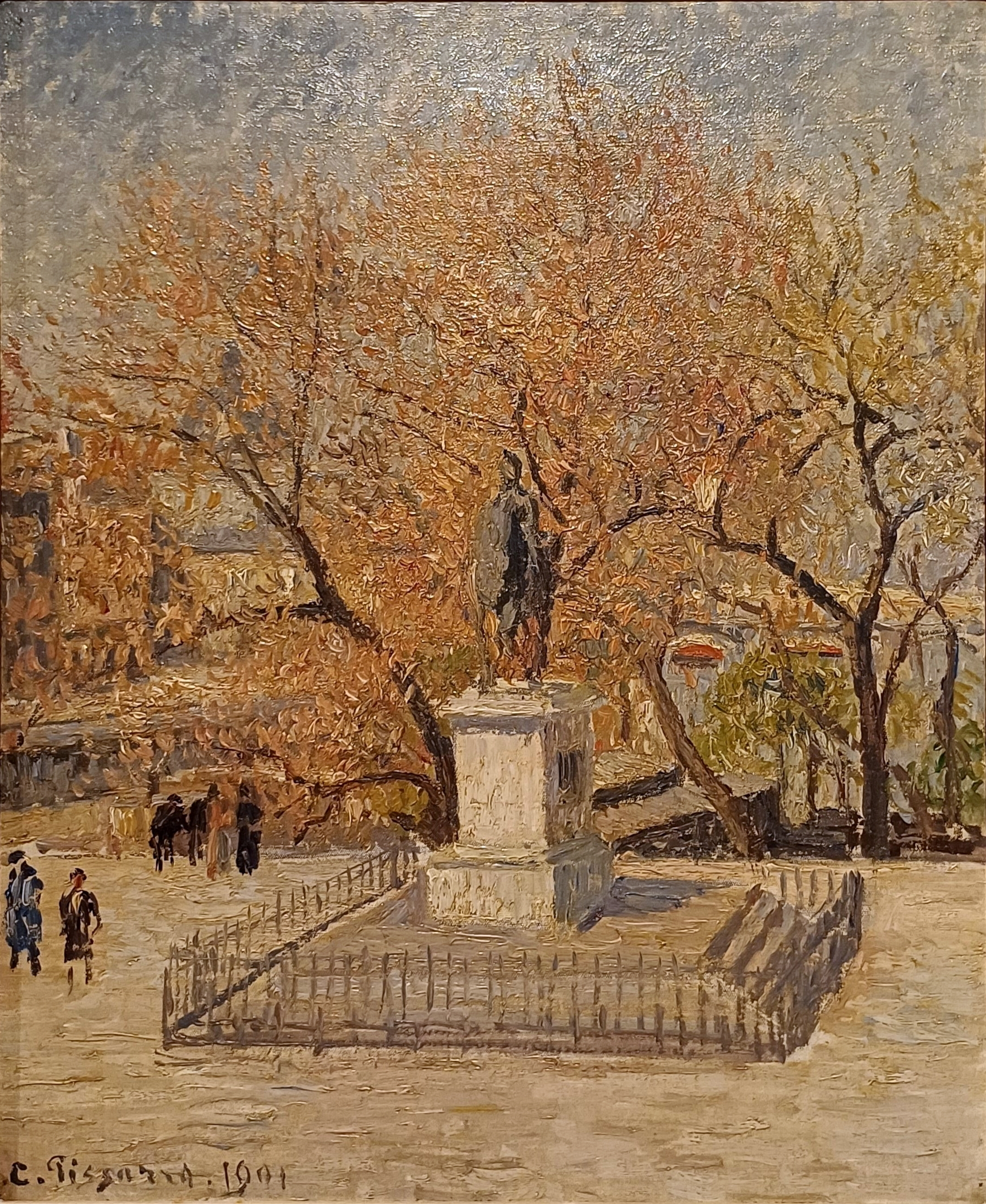
Statue d’Henri IV, 1901年, カミーユ・ピサロ
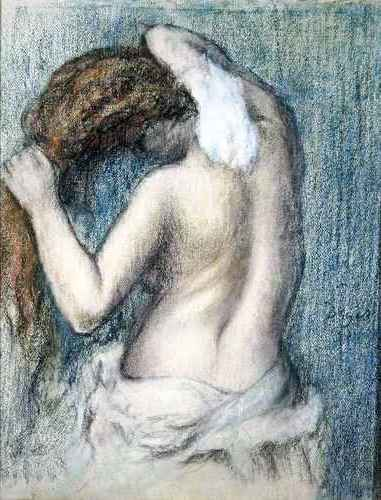
Woman Washing, 1906年, エドガー・ドガ
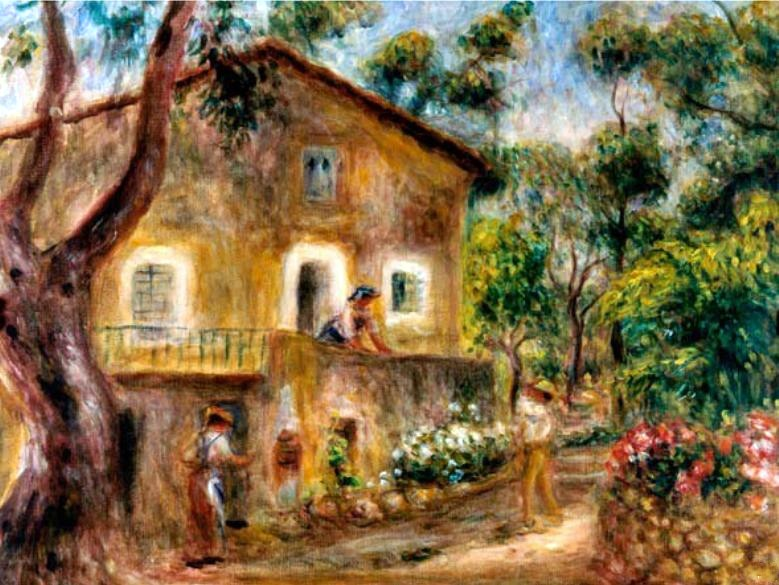
La casa de Collettes en Cagnes, 1912年, ピエール＝オーギュスト・ルノワール

## 参照
1. ↑  “The Art Newspaper Ranking VISITOR FIGURES 2016” (PDF).   The Art Newspaper. 2016年10月17日閲覧。
2. ↑  “Carlos Slim: At home with the world's richest man”. The Telegraph. (2011年2月21日)
3. ↑  “¿Quiénes somos?”.   Museo Soumaya. 2012年1月20日閲覧。
4. 1 2  Casey, Nicholas (2011年3月3日). “Emperor's New Museum”. The Wall Street Journal 2011年3月29日閲覧。
5. ↑  九州国立博物館「新・桃山展 - 大航海時代の日本美術」（2017年）九州国立博物館